# Jacob Brown (cầu thủ bóng đá)
Jacob Brown (sinh ngày 10 tháng 4 năm 1998) là một cầu thủ bóng đá người Anh thi đấu ở vị trí tiền đạo cho Barnsley.